# Dejan Lazović
Dejan Lazović, črnogorski vaterpolist, * 8. februar 1990, Budva, Črna gora.
Igra za italijanski vaterpolski klub  Pallanuoto Sport Management. Visok je 199 centimetrov, težak pa 97 kilogramov.